# Hot Shots Innsbruck
Die Hot Shots Innsbruck sind ein österreichischer Floorballverein aus Innsbruck. Er wurde 2007 gegründet und nimmt seit der Saison 2024/2025 an der Floorball-Bundesliga der Herren teil. An der Floorball-Bundesliga der Damen nehmen die Hot Shots Innsbruck seit 2022 als Spielgemeinschaft mit den Wikings Zell am See teil und konnten sowohl 2023 als auch 2024 die österreichische Meisterschaft erringen. Daneben spielten die Hot Shots Innsbruck in den Vorjahren in der österreichischen Kleinfeld-Bundesliga (Mixed) – der Spielplan und das Teilnehmerfeld dieses Wettbewerbs für 2024/25 wurden vom ÖFBV bislang noch nicht bekanntgegeben.

## Titel und Erfolge

### Herren/Mixed
- Kleinfeld-Vizemeister 2023

### Damen
- Meister 2023, 2024

### Jugend
- Meister U13w: 2018